# ニャニがニャンだー ニャンダーかめん
『ニャニがニャンだー ニャンダーかめん』は、2000年2月6日から2001年9月30日まで、名古屋テレビ放送を制作局としてテレビ朝日系列で全83話が放送された、やなせたかし原作・サンライズ制作のテレビアニメ。

## 概要
本作品は、『少年少女新聞』にて掲載されていた『ピョンピョンおたすけかめん』（1996年4月 - 2000年3月）を原案としており、これをアニメ化するに当たって主人公をウサギのぴょんちゃんから、新たに猫のニャーゴへと変更している。一方で、テレビシリーズに登場するキャラクターの一部は、『おたすけかめん』に登場したキャラクターが流用されている。また、原作者のやなせは絵本・アニメシリーズの『アンパンマン』の作者としても広く知られるが、本作品と同シリーズは同一世界として設定されており、スタッフにも本作品の放送当時すでに『アンパンマン』のアニメ制作陣より離れた、初期のメインスタッフが数名参加しているほか、同作品に出演経験のある声優も何人か出演している。
制作体制の面では、名古屋テレビ制作のテレビアニメに多数関わってきたサンライズが再びアニメーション制作に参加しており、当時のサンライズとしては異色となる完全ファミリー向けのアニメとして制作された。原作者のやなせも、放送当時サンライズで全話の試写に立ち会うなど、番組制作に積極的な姿勢をみせていたという。同時に、名古屋テレビ制作のアニメ枠およびサンライズとしては初となる、全編デジタル制作作品でもあり、歴代の名古屋テレビ制作アニメでは放送期間・話数が『まじめにふまじめ かいけつゾロリ』に次いで2番目に長いことでも知られる。一方で玩具展開においては、前番組である『Bビーダマン爆外伝V』まで参加してきたタカラに代わり、本作品よりバンダイが再度名古屋テレビ制作のアニメ枠のメインスポンサーを務めるようになった他、同枠の作品の食玩などを展開してきた菓子メーカーのカバヤ食品は、本作品を最後に同枠のスポンサーを退いている。
作者の地元である高知県では、テレビ高知（TBS系）で時差放送された。その際、番販でオールスポット扱いにも拘らず、主役声優が声を当てた同局向けの番宣や、ネット局より尺の長い30秒バージョンの次回予告が作られていた。この他、2004年にはとちぎテレビで本作品の再放送が実施されており、これが縁でやなせが同局のマスコット「てれすけ」を製作することにもつながった。

## あらすじ
キャットタウンに住んでいる猫のニャーゴは、本を読むのが好きだが木登りが苦手な弱虫でドジな小学生の男の子である。でも、「助けて!」という声を聴くと、"ベルト"、"くつ"、"てぶくろ"、"マント"、"かめん"を身に着けて、正義の味方「ニャンダーかめん」に大変身。スーパーキャットとして活躍する事ができるのである。もちろんこの事は、妹のミーコ（第73話でばれてしまった）や友達のニャンタたちにも秘密にしている。誰にでも優しいニャンダーかめんはみんなの憧れの的。一方、そんなニャンダーかめんの活躍を妬む山猫ニャオンは、今日もあの手この手で人気者になろうと策を練るのであった。ニャンダーかめんが大活躍するキャットタウンで、今日はどんな事件が起こるのか。

## 登場人物
ニャーゴ / ニャンダーかめん
声 - 浅野まゆみ
本作品の主人公。本を読むのが好きなおとなしい小学生の男の子。勉強やスポーツも冴えないが、人を思いやる心をネコ仙人に認められ、（半ば強引に）ニャンダーかめんの使命を与えられる。本人はニャーゴとしての生活が好きな様子。ニャンダーかめんに変身すると、ひげとしっぽが消えて身長が少し伸び、目の瞳の形が丸からパックマンのような形になる。またニャーゴの時よりも凛々しい声になる。助けを求められれば、敵でも味方でも誰でも助けるをモットーにしている。嫌いなものはピーマン、毛虫（ニャンダーかめんになっても同じ）。
ミーコ / ニャンダーかれん
声 - 川田妙子（第1話 - 第13話）→かないみか（第14話以降）
本作品のヒロイン。ニャーゴの妹。だらしのない兄をいつも怒っているが、本当はお兄ちゃん思い。ニャンダーかめんに想いを寄せていたが、第73話でその正体が実の兄と知ってショックを受け、ネコ仙人に迫って強引に自ら「ニャンダーかれん」になった。ミーコからニャンダーかれんの声は変わらない。
ピーどり
声 - すずき紀子
卵の時にニャーゴに拾われて孵ったとても健気なプテラノドンの子供。ニャンダーのパートナーで、ピンチの時に救いにくる。「ピー」としかしゃべらず、ニャンダーかめんの変身セットを隠すため、のどに詰め込ませたことも。
ニャオン
声 - 堀内賢雄
本作品の準主人公的存在の青いヤマネコ。名誉欲が強く、町の人気者になってテレビに出ようと様々な策をめぐらすが、失敗ばかりしている。わがままで自己中心的な性格だが、優しいところもある。一度アンパンマンに変装したばいきんまん同様、ニャオンもニャンダーに変装し悪行を行ったことがある。心の弱さから逡巡するも善行に傾いたり、作品中でもっとも人間臭いキャラともいえる。丸顔でカールしたヒゲが特徴でとてもネコには見えない姿だが、かつては野性的で凶暴そうなヤマネコらしい姿をしており、カザールに現在の姿に（本人曰く「ファッショナブル」）アレンジしてもらった。発明の才があり、スーパーニャオン号というマシンを開発した（燃料は生ゴミ）。一度だけ人気ランキング1位になったことがあるが本人はその瞬間を見ることができなかった（コンだけ見ることができた）。
コン
声 - 内川藍維
白いキツネの少女。ニャオンに恋しており、彼の家で洗濯や炊事をこなしている。なぜかニャオンを最高にかっこいい男と思い込んでいるようで、彼を「ニャオンさま」と呼んで応援し、失敗したときはよく「おいたわしや…ニャオンさま…」と言う。ニャオンの人気を上げるためにギンコのアドバイスを受けるが、せっかちで話を最後まで聞かないために失敗することもしばしば。変身の術を使えるが、あまり希望通りにはならない。
ギンコ
声 - 小林優子
姉御肌の川獺。通称はギンコ姐さん。人気者になれないニャオンを心配するコンに色々と知恵を貸している。必殺技はウィンクパンチで当たった相手がメロメロになるという効果があるが子供には効かないという弱点がある（ニャンダーかめんには全く効果がなかった）。
サラキチ
声 - 檀臣幸
ギンコのパートナーである河童の男。ギンコと一緒にいるためかギンコに片思いをしている。頭の皿を手裏剣のように飛ばすことがある。皿を取られたり、陸上に長時間いると力が出なくなる。
ニャンタ
声 - 喜田あゆみ
ニャーゴのクラスのリーダー的存在。ボール遊びが好き。ニャンダーに憧れていて自分もなりたいと祈っている。人気者になりたいと言っているニャオンを馬鹿にしている。
ニャコ
声 - 山川亜弥
ニャーゴのクラスのマドンナ的存在の女の子。ニャーゴやニャンタ、キャッチンに想われている。ニャンダーと結婚したいと願っている。清楚な印象が強いが、少々お茶目なところもある。発育がよく、クラスで一番背が高い。ダンスと歌が得意。
キャッチン
声 - 山門久美
ニャーゴのクラスで一番頭が良い秀才。いつも眼鏡をかけ、白衣を着て、自宅の隣に実験室をかまえている。いつかは人を助ける発明をしたいと願っている。
スズコ先生
声 - 小林優子
ニャーゴが通う学校の担任の先生。ニャーゴが様々な症状で（助けにいくための理由の仮病）よく授業を抜け出すが、それを受け入れる寛大さを持つ。カザール、カバレリーナ、ピーチクとは学生時代の同級生だった。
タマ
声 - 小林優子
ニャーゴのクラスメートの女の子。おとなしい性格で見た目も地味だが、なかなかの努力家である。ニャーゴの事が好きな様子。ニャンダーかめんにすごく詳しい。
チャーミン
声 - 一龍斎貞友
ニャーゴのクラスメート。太っていて気が強い女の子。
ネコ仙人
声 - 藤本譲
ニャーゴをニャンダーかめんにした張本人。争い事だらけの世界を救うために、地上に降りれない自分の代わりに、ニャーゴをニャンダーかめんにし、後にミーコもニャンダーかれんにした。
マントヒヒ
声 - 辻親八
ニャンウッドの山の上に住むヒヒの男｡自分を町の王様と決めており、しばしばニャンダーに挑戦する。ニャオンと違い、暴力も辞さない。実質悪人がいない（ドクロ王と配下の怪物やチュウチュウ一族を除く）本作品で一応の悪役である。必殺技は口から出す火球・電光火炎（第35話で「電光火炎エレキテル」にパワーアップした）。ラッキョウが苦手。本来はマント屋であり、いつも身に着けているマントは自作品で、自由自在に飛び回れる。
タヌコ
声 - 小林優子
タヌキの少女。コンがニャオンに尽くすように、マントヒヒの世話を焼いているが、コンと異なりマントヒヒが冴えない男であることに薄々気づいている様子。化けることもできる。コンとはライバル関係。
クモネコ
声 - 梅田貴公美
マントヒヒのパートナー。吐き出す糸は非常に粘着力が強く、マントヒヒのマントは彼の糸から作られている。「クモ」としかしゃべらない。
ドクロ王
声 - 中田和宏→納谷六朗
髑髏の姿の魔物。この世界の支配を企む本当の悪といえる存在である。ニャオンに捕縛したニャンダーかめんの仮面を取る誘惑をした事もある。他に、手下に怪物としか言いようがない連中を率いている。彼も棒剣を狙っていた一人で、棒剣の力で恐竜の化石を生き返らせたり、空飛ぶ島を支配したり、器剣や短剣を3本ともそろえて世界を征服しようと企んでいた。ただし骨なので敗退の際にバラバラになった後、何度も逃亡したりすることもあった。1度はニャンダーかめんに協力したカアコや空飛ぶ島の住人たちの力によって、天空に砕け散って消滅した。しかし、部下によって4つの輝く玉の力で海底に封印されていたドクロ移動要塞と共に復活し、世界を再び征服しようとニャンダーかめんに再戦を誓う。
ドクロ王の手下達
ヘドロンドン
ヘドロの怪物。口からヘドロを吐き出す。ブリキのロボット達を率い、人工島を拠点に海や空を汚す計画を実行していた。
ネップウロン
熱風の怪物。演奏が好きで、常に持っているラッパから熱風を噴出す。ドクロ王曰く「大人しくしていれば無害な怪物」とのこと。
ロックマン
岩の怪物。体を分裂させることができる。一度はニャンダーを倒したが、ネコ仙人の輝く玉の力で復活したニャンダーに反撃された。「ロックンロ～ル」としかしゃべれない。
シャレコウベ
頭蓋骨に骨が2本付いている（いわゆる海賊のシンボルマーク）下っ端。数多くいる。
チエタマ
声 - 滝沢ロコ
輝く玉の番人の卵のような姿をして、足が2本ある。
その名の通り勇気ある知恵を持っている。自分の油断でドクロ王を復活させてしまったことから責任感が強い。ドクロ王から「チビタマ」と呼び間違えられる。
ドクロ王が再び封印した後はネコ仙人の元で修業中。
ネズミ仙人
声 - 檀臣幸
チュウチュウ一族と呼ばれるねずみ軍団の親玉。物語の終盤に登場。「猫はねずみの天敵だ。」を理由にキャットタウンをチュウチュウタウンにしようとし、仲間達と一緒に様々な作戦でキャットタウンの住民を困らせた。そのためキャットタウンの住民から怒りを買ってしまった。その後、最終話でキャットタウンの住民と和解しキャットタウンの近くにチュウチュウタウンを作る事になった。
チュータ
声 - 梅田貴公美
チュージ
声 - 一龍斎貞友
チューコ
声 - 小林優子
ウルトラ丸 / ミイラ丸
声 - 長島雄一
自分では正義の味方だと思っているトラの大男。いい加減な性格であり酒乱である。ニャンダーかめんに助けられて以降、自分自身も正体を隠してミイラ丸となり、ニャンダーかめんのピンチやキャットタウンの住民を助けている。
ミケ
声 - 青山穣
キャットタウン放送局（通称かめんちゃんねる）のアナウンサー兼カメラマン。人気者ランキングの司会やニュースキャスターなど数多くの番組の司会を受け持っている。また映画監督もしたりしている。
カザール
声 - 一城みゆ希
洋服屋を経営するファッションリーダーのサル。語尾に「ザ〜ル」を付けて話す。カバレリーナ、ピーチクとは友人関係にある。
カバレリーナ
声 - すずき紀子
ニャンウッドのほとりにあるバレエ教室の先生のカバ。体重が重く、彼女がステップを踏むと地震が起こる。
ピーチク
声 - 滝沢ロコ
歌手志願のコマドリ。その声はあまりに甲高すぎて耳に悪い。
ペペペンギン
声 - 一城みゆ希
少々慌て者のペンギン。ひょんな事からホウホウ博士の弟子になる。またペンギンなのに寒いのが嫌い。すぐに熱を出してしまう体質で、発熱時はまともな言動を取る。仲間たちとフォーメーションを組み、両手を羽ばたかせて吹雪を発生させる「ペンギンブリザード」が得意技。
ペペコ
声 - 高田由美
ペペペンギンの妹。ミーコと同じくお兄ちゃん思い。
ホウホウ博士
声 - 中博史
博学のフクロウ。なぞなぞが得意なほか、人生相談を開いたり、考古学に精通していたりする。
デカコング
声 - 青山穣
ニャンウッドの森に住む巨大ゴリラ。あまりに巨大すぎるためにたびたび騒動を起こすが、基本的に心優しい性格。
チビコング
デカコングの友人で、姿はデカコングをそのまま小さくしただけ。彼の存在がニャオン達にある勘違いをさせた。
ガオン
声 - 古田信幸
ヤマイヌ山に住まうヤマイヌの旅人。ニャオンのライバルで、会うたびに張り合っている。
ワンタ
声 - すずき紀子
ガオンの子分の犬。
パカパカキッド
声 - 落合弘治→樫井笙人
カウボーイの馬。中盤ではガオンとの親交を深めた。
ぷーとかげ
声 - 小林優子
森の水の番人であるトカゲ。口から空気鉄砲を出すのが得意。
ぽーわに
声 - すずき紀子
ぷーとかげのガールフレンドのワニ。動作が遅い。
カアコ
声 - 定岡小百合
ホウキ屋を営んでいる魔法使いの老婆。ニャンダーかれん（ミーコ）とネコ仙人とハタラキアゲハの蝶以外でニャンダーかめんがニャーゴだということを知っている唯一の人物。
カンタ・ルータ
声 - 雪野五月
ハリー
声 - 津村まこと
ハリネズミの忍者。熱血漢だが、嵌められやすいという難点がある
デモンガ
声 - 増田ゆき
モモンガの忍者。同じ忍者であるハリーとは対照的に冷静沈着。初登場時にカザールの洗面器を盗んだ犯人と疑われた（実は盗まれていなかった）。
たつまきこぞう
声 - 小林優子
リリコ
声 - 池本小百合
ルビット
声 - あおきさやか
カメカメ湖に住む水ウサギ族。
大亀大王
声 - 乃村健次
モグタロー
声 - 水田わさび
モグ父さん
声 - 星野充昭
モグスター
声 - 大川透
荒野の町に住む野心家のモグラ。利益欲が強く、住民たちに金を掘り出させ、儲けを独り占めしようとする。ニャオンに少しだけ雰囲気が似ているため彼と手を組むが、あっさりと裏切られる。
ナレーター
声 - 一龍斎貞友
講談師でもある貞友がナレーターを担当しているので、講談調な語り口調が特徴である。

## スタッフ
- 企画 - サンライズ
- 原作 - やなせたかし
- 総監督 - 芝山努
- 監督 - 岩崎知子
- シリーズ構成・文芸設定 - 桜井正明
- キャラクターデザイン - 柳田義明、鈴木玲子
- 総作画監督 - 船越英之
- 美術デザイン - 中村光毅
- 色彩設計 - 中島淑子
- デジタルオペレーション - 佐々木和宏、長谷川洋一
- デジタル編集 - 森田清次
- サウンドデザイン - 横山正和
- 音響監督 - 伊達康将
- 選曲 - 合田豊
- 音楽 - 宮路一昭
- 音楽プロデューサー - 藤田純二、真野昇
- タイトル - マキ・プロ
- ビデオ編集 - 東京現像所
- プロデューサー - 大池雅光→原口淳（名古屋テレビ）、小原麻美（東急エージェンシー）、長谷川徹→佐々木新（SUNRISE）
- 制作協力 - 旭プロダクション、亜細亜堂
- 制作 - 名古屋テレビ、東急エージェンシー、SUNRISE

## 主題歌
オープニングテーマ「夢のマント」
作詞 - やなせたかし / 補作詞 - 中村メグミ / 作曲・編曲 - 庄野賢一 / 歌 - 大森玲子
第63話から映像が一部変更され、ニャンダーかれんが本編より先行して登場している。
エンディングテーマ
「心の森で」（1 - 32話）
作詞 - やなせたかし / 補作詞 - 中村メグミ / 作曲・編曲 - 庄野賢一 / 歌 - 大森玲子
「ダンスDEニャン2」（33 - 83話）
作詞 - やなせたかし / 作曲・編曲 - 宮路一昭 / 歌 - くまのきよみ
劇中歌
「僕はニャンダー！！」
作詞 - やなせたかし / 作曲・編曲 - 宮路一昭 / 歌 - 浅野まゆみ
「山猫ニャオンきどりうた」
作詞 - やなせたかし / 作曲 - 宮路一昭 / 編曲 - 宮路一昭・村山知義 / 歌 - 堀内賢雄

## 各話リスト
物語のフォーマットは、第72話までは一部を除いて1話2本立てが基本だったが、第73話以降は全て1本構成へと移行している。第46話以降のアイキャッチにはクイズコーナーが設けられており、アイキャッチで問題が出題され、ED後に正解発表という形式となっている。
| 話数 | サブタイトル                 | シナリオ   | 絵コンテ            | 演出       | 作画監督     | 放送日        |
| ---- | ---------------------------- | ---------- | ------------------- | ---------- | ------------ | ------------- |
| 1    | ニャンダー登場               | 桜井正明   | 芝山努              | 岩崎知子   | 生野裕子     | 2000年 2月6日 |
| 1    | マントでヒヒヒ               | 桜井正明   | 岩崎知子            | 岩崎知子   | 生野裕子     | 2000年 2月6日 |
| 2    | お空でダンス                 | 桜井正明   | 鈴木卓夫            | 根岸宏樹   | 山田みちしろ | 2月13日       |
| 2    | ギンコにおまかせ             | 翁妙子     | 鈴木卓夫            | 根岸宏樹   | 山田みちしろ | 2月13日       |
| 3    | 強敵ウルトラ丸               | 中弘子     | 義野利幸            | 生野裕子   | 生野裕子     | 2月20日       |
| 3    | ギンコ救出作戦               | 小松崎康弘 | 関本雄二            | 生野裕子   | 生野裕子     | 2月20日       |
| 4    | ニャンダーの正体?            | 翁妙子     | さくら十四郎        | 大町繁     | 宮原秀二     | 2月27日       |
| 5    | 倒せナゾナゾ博士             | 中弘子     | 小寺勝之            | 小寺勝之   | 横山広実     | 3月5日        |
| 5    | 忍者ニャオン参上             | 桜井正明   | 小寺勝之            | 山崎茂     | 横山広実     | 3月5日        |
| 6    | 山犬ガオンの挑戦             | 小松崎康弘 | えだよしひ          | えだよしひ | 藤田宗克     | 3月12日       |
| 6    | パカパカキッド               | 翁妙子     | えだよしひ          | えだよしひ | 藤田宗克     | 3月12日       |
| 7    | おばけの木だキキ             | 中弘子     | 大宙征基            | 鈴木卓夫   | 大武正枝     | 3月19日       |
| 7    | ニャーゴの一日               | 翁妙子     | 大宙征基            | 鈴木卓夫   | 大武正枝     | 3月19日       |
| 8    | やんちゃなオバケ             | 桜井正明   | さくら十四郎        | 大町繁     | 小林勝利     | 3月26日       |
| 8    | コンちゃんの家出             | 中弘子     | さくら十四郎        | 大町繁     | 小林勝利     | 3月26日       |
| 9    | ふたりのニャンダー           | 小松崎康弘 | 義野利幸            | 生野裕子   | 生野裕子     | 4月2日        |
| 9    | 森の水を取り返せ             | 小松崎康弘 | 菊池一仁            | 生野裕子   | 生野裕子     | 4月2日        |
| 10   | ピードリの秘密               | 桜井正明   | 小寺勝之            | 横山広実   | 横山広実     | 4月9日        |
| 10   | 名探偵ニャオン?              | 翁妙子     | 小寺勝之            | 矢吹勉     | 白士理徳     | 4月9日        |
| 11   | ニャーゴの約束               | 井上美保子 | えだよしひ          | えだよしひ | 藤田宗克     | 4月16日       |
| 11   | ニャオン救助隊               | 井上美保子 | えだよしひ          | えだよしひ | 藤田宗克     | 4月16日       |
| 12   | キノコでウキウキ             | 中弘子     | 義野利幸            | 根岸宏樹   | 大武正枝     | 4月23日       |
| 12   | ふたごの転校生               | 中弘子     | 菊池一仁            | 根岸宏樹   | 大武正枝     | 4月23日       |
| 13   | ニャンダー誕生               | 桜井正明   | さくら十四郎        | 大町繁     | 小林勝利     | 4月30日       |
| 14   | 夢泥棒を捕まえろ             | 翁妙子     | 山田みちしろ        | 生野裕子   | 生野裕子     | 5月7日        |
| 14   | たつまきこぞう               | 井上美保子 | 大宙征基            | 生野裕子   | 生野裕子     | 5月7日        |
| 15   | 守れみんなの水               | 小松崎康弘 | 佐藤雄三            | 横山広実   | 横山広実     | 5月14日       |
| 15   | 空飛ぶほうき                 | 井上美保子 | 山崎茂              | 山崎茂     | 白土理徳     | 5月14日       |
| 16   | タヌコ登場                   | 翁妙子     | えだよしひ          | えだよしひ | 藤田宗克     | 5月21日       |
| 16   | おばけの招待状               | 小松崎康弘 | えだよしひ          | えだよしひ | 藤田宗克     | 5月21日       |
| 17   | 氷の国のロック鬼             | 中弘子     | 菊池一仁            | 岡英和     | 大武正枝     | 5月28日       |
| 17   | 夜空のクローバー             | 井上美保子 | 六反田等            | 岡英和     | 大武正枝     | 5月28日       |
| 18   | 腕相撲キング決定戦           | 翁妙子     | さくら十四郎        | 大町繁     | 小林勝利     | 6月4日        |
| 18   | ケンカはやめて               | 小松崎康弘 | さくら十四郎        | 大町繁     | 小林勝利     | 6月4日        |
| 19   | とべ!チビガエル              | 翁妙子     | 香川豊              | 生野裕子   | 生野裕子     | 6月11日       |
| 19   | 相談は任せるニャ             | 井上美保子 | 菊池一仁            | 生野裕子   | 生野裕子     | 6月11日       |
| 20   | 消えたかめん                 | 中弘子     | 山崎茂              | 山崎茂     | 白土理徳     | 6月25日       |
| 21   | ジャブジャブの夢             | 井上美保子 | えだよしひ          | えだよしひ | 藤田宗克     | 7月2日        |
| 21   | ニャンダー記念館             | 小松崎康弘 | えだよしひ          | えだよしひ | 藤田宗克     | 7月2日        |
| 22   | 牛乳屋のギューさん           | 翁妙子     | 望月智充            | 岡英和     | 大武正枝     | 7月9日        |
| 22   | 勉強は楽しいニャ             | 井上美保子 | 菊池一仁            | 岡英和     | 大武正枝     | 7月9日        |
| 23   | 冒険!棒剣を探せ!             | 翁妙子     | さくら十四郎        | 大町繁     | 小林勝利     | 7月16日       |
| 24   | 冒険!カメカメ湖              | 中弘子     | 望月智充            | 望月智充   | 生野裕子     | 7月23日       |
| 25   | 冒険!ナゾナゾ城              | 小松崎康弘 | 山崎茂              | 山崎茂     | 白土理徳     | 7月30日       |
| 26   | 冒険!三つの願い              | 井上美保子 | えだよしひ          | えだよしひ | 藤田宗克     | 8月6日        |
| 27   | 冒険!ドクロ城                | 翁妙子     | 六反田等            | 福富博     | 大武正枝     | 8月13日       |
| 28   | 探検!空飛ぶ島                | 中弘子     | さくら十四郎        | 大町繁     | 小林勝利     | 8月20日       |
| 29   | 冒険!三本の剣の秘密          | 小松崎康弘 | 望月智充            | 岡英和     | 生野裕子     | 8月27日       |
| 30   | ロッカー・ニャオン           | 井上美保子 | 山崎茂              | 山崎茂     | 白土理徳     | 9月3日        |
| 30   | サイザンスでザンス           | 井上美保子 | 山崎茂              | 山崎茂     | 白土理徳     | 9月3日        |
| 31   | ニャーゴのプレゼント         | 中弘子     | えだよしひ          | えだよしひ | 藤田宗克     | 9月10日       |
| 31   | やきもちプーとかげ           | 小松崎康弘 | えだよしひ          | えだよしひ | 藤田宗克     | 9月10日       |
| 32   | 消えたニャンダーブーツ       | 翁妙子     | 福富博              | 福富博     | 大武正枝     | 9月17日       |
| 32   | 空飛ぶペペペンギン           | 中弘子     | 六反田等            | 福富博     | 大武正枝     | 9月17日       |
| 33   | なぞのミイラ丸参上           | 小松崎康弘 | さくら十四郎        | 大町繁     | 小林勝利     | 10月1日       |
| 33   | やんちゃな双子               | 翁妙子     | さくら十四郎        | 大町繁     | 小林勝利     | 10月1日       |
| 34   | わがままコンチキ仙人         | 井上美保子 | 望月智充            | 望月智充   | 生野裕子     | 10月8日       |
| 34   | ごめんね、ニャコちゃん       | 中弘子     | 望月智充            | 望月智充   | 生野裕子     | 10月8日       |
| 35   | クモネコの恩返し?            | 小松崎康弘 | 山崎茂              | 山崎茂     | 白土理徳     | 10月15日      |
| 35   | ケンカで仲良し               | 翁妙子     | 山崎茂              | 山崎茂     | 白土理徳     | 10月15日      |
| 36   | ニャン遺跡の秘密             | 桜井正明   | 菊池一仁            | 岡英和     | 近藤優次     | 10月22日      |
| 37   | 満員?バレエ発表会            | 井上美保子 | えだよしひ          | えだよしひ | 藤田宗克     | 10月29日      |
| 37   | サラキチのプレゼント         | 翁妙子     | えだよしひ          | えだよしひ | 藤田宗克     | 10月29日      |
| 38   | 好き嫌いはだめ               | 小松崎康弘 | 福富博              | 福富博     | 大武正枝     | 11月12日      |
| 38   | 迷子のイルカ                 | 井上美保子 | 六反田等            | 福富博     | 大武正枝     | 11月12日      |
| 39   | 夢の国のミーコ               | 翁妙子     | さくら十四郎        | 大町繁     | 小林勝利     | 11月19日      |
| 40   | ピードリなんか大嫌い         | 井上美保子 | 望月智充            | 岡英和     | 生野裕子     | 11月26日      |
| 40   | ニャーゴは映画スター         | 小松崎康弘 | 望月智充            | 岡英和     | 生野裕子     | 11月26日      |
| 41   | 消えたランドセル             | 中弘子     | 山崎茂              | 山崎茂     | 白土理徳     | 12月3日       |
| 41   | 疑われたニャーゴ             | 小松崎康弘 | 山崎茂              | 山崎茂     | 白土理徳     | 12月3日       |
| 42   | 忍法勝負で人気者!            | 翁妙子     | 芝山努              | 岡英和     | 近藤優次     | 12月10日      |
| 42   | キューピッド・ニャオン       | 井上美保子 | 芝山努              | 岡英和     | 近藤優次     | 12月10日      |
| 43   | ヒーローだって虫歯は痛い     | 翁妙子     | えだよしひ          | えだよしひ | 藤田宗克     | 12月17日      |
| 43   | ハッスル茸で大迷惑           | 小松崎康弘 | えだよしひ          | えだよしひ | 藤田宗克     | 12月17日      |
| 44   | 小さくなったニャンダー       | 小松崎康弘 | 六反田等            | 福富博     | 大武正枝     | 12月24日      |
| 44   | ピーどりとニャンドセル       | 翁妙子     | 福富博              | 福富博     | 大武正枝     | 12月24日      |
| 45   | 空からの贈り物               | 中弘子     | さくら十四郎        | 大町繁     | 小林勝利     | 12月31日      |
| 45   | 春を迎える火祭り             | 井上美保子 | さくら十四郎        | 大町繁     | 小林勝利     | 12月31日      |
| 46   | へんてこりんニャオン         | 翁妙子     | 望月智充            | 岡英和     | 生野裕子     | 2001年 1月7日 |
| 46   | ゴミは宝の山                 | 中弘子     | 望月智充            | 岡英和     | 生野裕子     | 2001年 1月7日 |
| 47   | カアコ対コンチキ仙人         | 井上美保子 | 山崎茂              | 山崎茂     | 白土理徳     | 1月14日       |
| 47   | ニャオンの花屋さん           | 井上美保子 | 山崎茂              | 山崎茂     | 白土理徳     | 1月14日       |
| 48   | ハイキングで修行っぺ         | 中弘子     | えだよしひ          | えだよしひ | 藤田宗克     | 1月21日       |
| 48   | 謎のおばあさんち             | 中弘子     | えだよしひ          | えだよしひ | 藤田宗克     | 1月21日       |
| 49   | きえる、いずみ               | 翁妙子     | 福富博              | 福富博     | 大武正枝     | 1月28日       |
| 49   | 畑の怪物退治                 | 翁妙子     | 六反田等            | 福富博     | 大武正枝     | 1月28日       |
| 50   | ウルトラ丸は大金持ち         | 小松崎康弘 | さくら十四郎        | 大町繁     | 小林勝利     | 2月4日        |
| 50   | コウモリカサヤン             | 小松崎康弘 | さくら十四郎        | 大町繁     | 小林勝利     | 2月4日        |
| 51   | コンが風邪をひいた日         | 翁妙子     | 望月智充            | 岡英和     | 生野裕子     | 2月11日       |
| 51   | コガマちゃんの恋             | 小松崎康弘 | 望月智充            | 岡英和     | 生野裕子     | 2月11日       |
| 52   | カスミバナを救え             | 井上美保子 | 山崎茂              | 山崎茂     | 白土理徳     | 2月18日       |
| 52   | 名カメラマン登場             | 小松崎康弘 | 山崎茂              | 山崎茂     | 白土理徳     | 2月18日       |
| 53   | 帰ってきたサーカス・ツバメ   | 井上美保子 | えだよしひ          | えだよしひ | 藤田宗克     | 2月25日       |
| 53   | きれいになって人気者         | 翁妙子     | えだよしひ          | えだよしひ | 藤田宗克     | 2月25日       |
| 54   | 海賊ニャオンとの対決         | 井上美保子 | 六反田等            | 福富博     | 大武正枝     | 3月4日        |
| 54   | パンづくりはバクハツだ       | 翁妙子     | 福富博              | 福富博     | 大武正枝     | 3月4日        |
| 55   | ふたごちゃんってよばないで!  | 翁妙子     | さくら十四郎        | 大町繁     | 小林勝利     | 3月11日       |
| 55   | コンチキ仙人の新発明         | 小松崎康弘 | さくら十四郎        | 大町繁     | 小林勝利     | 3月11日       |
| 56   | カネコ先生がやってきた       | 中弘子     | 望月智充            | 岡英和     | 生野裕子     | 3月18日       |
| 56   | でっかくなりたい、ちびこんぐ | 小松崎康弘 | 望月智充            | 岡英和     | 生野裕子     | 3月18日       |
| 57   | ミイラ丸が二人?              | 井上美保子 | 山崎茂              | 山崎茂     | 白土理徳     | 3月25日       |
| 57   | ニャオン学校をつくるニャ     | 中弘子     | 山崎茂              | 山崎茂     | 白土理徳     | 3月25日       |
| 58   | 輝く玉とドクロ王             | 桜井正明   | えだよしひ 松浦錠平 | 松浦錠平   | 藤田宗克     | 4月1日        |
| 59   | 海を汚す、ヘドロンドン       | 桜井正明   | 六反田等            | 横山広行   | 大武正枝     | 4月8日        |
| 60   | ペンギン島を守れ!            | 小松崎康弘 | さくら十四郎        | 大町繁     | 小林勝利     | 4月15日       |
| 61   | ドクロ王、最期の日           | 桜井正明   | 岡英和              | 岡英和     | 生野裕子     | 4月22日       |
| 62   | やったね、ブラボーくん       | 翁妙子     | 山崎茂              | 山崎茂     | 白土理徳     | 4月29日       |
| 62   | あわて者、チョッキー         | 井上美保子 | 山崎茂              | 山崎茂     | 白土理徳     | 4月29日       |
| 63   | ホラ吹きニャオン             | 中弘子     | 松浦錠平            | 松浦錠平   | 藤田宗克     | 5月6日        |
| 63   | ポポポン花発見隊             | 小松崎康弘 | 松浦錠平            | 松浦錠平   | 藤田宗克     | 5月6日        |
| 64   | ケンカの帰り道               | 井上美保子 | 六反田等            | 横山広行   | 大武正枝     | 5月13日       |
| 64   | ワンタ、はじめての冒険       | 翁妙子     | 六反田等            | 横山広行   | 大武正枝     | 5月13日       |
| 65   | 早口風船パニック             | 五武冬史   | さくら十四郎        | 大町繁     | 小林勝利     | 5月20日       |
| 65   | スーパーニャオン号出動!      | 井上美保子 | さくら十四郎        | 大町繁     | 小林勝利     | 5月20日       |
| 66   | 止まっちゃったぞ大時計       | 小松崎康弘 | 岡英和              | 生野裕子   | 生野裕子     | 5月27日       |
| 66   | 飛んだ!ギンコ姐さん          | 中弘子     | 岡英和              | 生野裕子   | 生野裕子     | 5月27日       |
| 67   | ギンコ姐さんを探せ           | 中弘子     | 山崎茂              | 山崎茂     | 白土理徳     | 6月3日        |
| 67   | がんばれ!借り物競走          | 翁妙子     | 山崎茂              | 山崎茂     | 白土理徳     | 6月3日        |
| 68   | 彫刻家キッツー               | 小松崎康弘 | えだよしひ          | えだよしひ | 藤田宗克     | 6月10日       |
| 68   | 伝説の勇者ニャオン           | 小松崎康弘 | えだよしひ          | えだよしひ | 藤田宗克     | 6月10日       |
| 69   | タイムマシンで人気者         | 小松崎康弘 | 六反田等            | 横山広行   | 大武正枝     | 6月24日       |
| 69   | なんでも食べちゃうガツガツ草 | 中弘子     | 六反田等            | 横山広行   | 大武正枝     | 6月24日       |
| 70   | マジシャンマジャック         | 小松崎康弘 | さくら十四郎        | 大町繁     | 小林勝利     | 7月1日        |
| 70   | 月夜の舞踏会                 | 井上美保子 | さくら十四郎        | 大町繁     | 小林勝利     | 7月1日        |
| 71   | おばけベビーが家出?          | 翁妙子     | 岡英和              | 生野裕子   | 生野裕子     | 7月8日        |
| 71   | ニャンダーはなまけもの       | 五武冬史   | 岡英和              | 生野裕子   | 生野裕子     | 7月8日        |
| 72   | カンガルーボクサー           | 小松崎康弘 | 山崎茂              | 山崎茂     | 白土理徳     | 7月15日       |
| 72   | ラクダは、楽だ               | 井上美保子 | 山崎茂              | 山崎茂     | 白土理徳     | 7月15日       |
| 73   | ニャンダーかれん誕生         | 桜井正明   | さくら十四郎        | 大町繁     | 小林勝利     | 7月22日       |
| 74   | チュウチュウ一族がやってきた | 小松崎康弘 | 芝山努              | 横山広行   | 大宅光子     | 7月29日       |
| 75   | キャットタウンは大ピンチ     | 桜井正明   | さくら十四郎        | 岡英和     |              | 8月5日        |
| 76   | ニャンダフルランドにご招待   | 翁妙子     | 松浦錠平            | 松浦錠平   | 藤田宗克     | 8月12日       |
| 77   | 登場!爆裂マウス              | 小松崎康弘 | 義野利幸            | 根岸宏樹   | 大武正枝     | 8月19日       |
| 78   | チュウたこバトル             | 中弘子     | 山崎茂              | 山崎茂     | 白土理徳     | 8月26日       |
| 79   | チュウチュウプレゼント作戦   | 井上美保子 | 望月智充            | 浅野文彰   | 生野裕子     | 9月2日        |
| 80   | かれん!大活躍                | 翁妙子     | 義野利幸            | 横山広行   | 近藤優次     | 9月9日        |
| 81   | モチモチ仲なおり             | 中弘子     | さくら十四郎        | 大町繁     | 小林勝利     | 9月16日       |
| 82   | 森はだれのもの?              | 井上美保子 | 榎本明広            | 松浦錠平   | 藤田宗克     | 9月23日       |
| 83   | チュウ砦の大攻防             | 小松崎康弘 | 岩崎知子            | 岡英和     | 生野裕子     | 9月30日       |

## 放送局
いずれも2001年7月中旬 - 8月上旬時点。
- テレビ朝日系列24局 - 日曜7:00 - 7:30
- テレビ高知（TBS系列） - 木曜16:00 - 16:30